# زبان ادو
زبان ادو یا بینی، زبانی از خانواده زبان‌های ولتا-نیجر است که در ایالت ادو در کشور نیجریه گویشور دارد. ادو زبان مردمان ادو و همچنین زبان اصلی امپراتوری بنین بوده‌است.